# Slide (¥$)
Slide è un singolo del superduo statunitense ¥$, pubblicato il 3 agosto 2024 come unico estratto dal secondo album in studio Vultures 2.

## Antefatti e pubblicazione
Una prima versione della canzone fu ascoltata inizialmente nel settembre del 2023 durante un listening party dei due artisti nel club Le Baroque di Ginevra, in Svizzera, e suonata da Fred Again nel suo spettacolo al Shrine Expo Hall a Los Angeles due mesi dopo. A dicembre dello stesso anno essa fu riproposta nella versione finale al Vultures Rave di Miami e qualche mese dopo apparì in una tracklist su una maglia di North West, figlia di Kanye, indicando la presunta partecipazione del cantante britannico James Blake alla traccia.
Il brano è stato pubblicato sul sito yeezy.com, prima di approdare nelle piattaforme streaming e digitali insieme all'intero album.

## Descrizione
Musicalmente si tratta di un brano composto con un tempo moderato di 108 battiti per minuto e in tonalità di Si bemolle minore.

## Accoglienza
Michael Saponara di Billboard ha posizionato il brano al secondo posto delle canzoni migliori dell'album, definendolo un "ingresso cinematografico" e scrivendo che:"Gli organi minacciosi danno la sensazione ai fan di stare per provare un giro indimenticabile sulle montagne russe o obliterare i loro biglietti per il prossimo film Marvel". Sui due artisti ha inoltre aggiunto che "Ty alza l'asticella con un ritornello scivoloso che si mischia alla base inquietante, mentre Ye interviene con un flow discontinuo ribadendo il suo status di emarginato dall'industria musicale".

## Video musicale
Il video musicale relativo al brano, diretto da Kanye West e Aus Taylor, è stato pubblicato il 14 agosto 2024 sul canale YouTube di Kanye West.
Esso è stato registrato in bianco e nero e in una sola inquadratura laterale. A detta di Taylor il video è concepito come un ritratto delle zone note per prostituzione e vizi: in esso la videocamera si muove continuamente, riprendendo vari soggetti come donne vestite in lingerie, senzatetto nelle proprie tende, una macchina in fiamme e un avvoltoio, simbolo dell'album, che si rifà ai temi di decadimento e sopravvivenza presenti in esso.

## Tracce
Testi di Aswad Asif, Ryder Joseph Bucaro, Kevron Evans, Fred John Philip Gibson, Tyrone William Griffin Jr., London Tyler Holmes, Peter Lee Johnson, Samuel C. Lindley, Lester Nowhere, Leon Thomas III, Ye, Cydel Charles Young, musiche di Aswad Asif, Ryder Joseph Bucaro, Fred John Philip Gibson, Tyrone William Griffin Jr., Peter Lee Johnson, Lester Nowhere, Apollo Parker, Leon Thomas III, Ye.
1. Slide – 3:18

## Classifiche
| Classifica (2024) | Posizione massima |
| ----------------- | ----------------- |
| Canada            | 84                |
| Irlanda           | 84                |
| Nuova Zelanda     | 44                |
| Regno Unito       | 92                |
| Stati Uniti       | 88                |